# Décor dans le théâtre finlandais
 (décembre 2022).
Si vous disposez d'ouvrages ou d'articles de référence ou si vous connaissez des sites web de qualité traitant du thème abordé ici, merci de compléter l'article en donnant les références utiles à sa vérifiabilité et en les liant à la section « Notes et références ».
 (décembre 2022).
C’est au début du XXe siècle qu’a pris naissance l’art du décor de théâtre finlandais.
Karl Fager (1883-1962) eut alors l’activité d’un pionnier et contribua au développement de cette nouvelle branche artistique. Vers 1910, des artistes tels que Matti Warenet Uuno Eskola furent à l’origine d’une tendance réformatrice qui, renforcée dans les années 1920 (début de l’indépendance), plaça la Finlande au premier rang des novateurs. Dès lors, le rapide développement de cet art fut stimulé par différentes expositions de décors et consacré officiellement en 1943 par la Fondation des Décorateurs de Finlande.
Tout de suite après 1930, les décorateurs les plus connus (Waren, Toukka, Kari, Ehnberg et Elo) étaient tous plus ou moins influencés par l’expressionnisme, mais leurs œuvres se paraient de traits nationaux, surtout dans les pièces finnoise, et d’une vraie poésie dans les décors d’extérieurs. Par ces voies diverses, on atteignait vers 1940 un style qu’on pouvait qualifier de réalité intensifiée, dont les traits le plus marquants furent fournis par les œuvres de Tanu Lanninen.
Après la dernière guerre mondiale, apparut une troisième génération de décorateurs qui sans vouloir effectuer une révolution, adopte une attitude dénuée de préjugés à l'égard des courants d'art plus modernes. Chacun s'y étant créé un style personnel, tel Rolf Stegars qui attache une particulière attention au rôle de la lumière et au problème de l'espace, Wolle Weiner et ses tonalités audacieuses, Leo Letho, qui a l'art d'utiliser des matériaux inattendus, Lassi Salovaara d'une virtuosité raffinée et Eero Vasara, solide et rassurant.
Commune à tous est l'impulsion qui peut et doit naître à la fois de l'antique culture paysanne - si habile ne fût-ce que par le travail du bois -, de la riche poésie populaire et du désir d'accorder l'art du décor aux visions de notre époque.

## Décors de théâtre expérimental
En 1954, l'inauguration du petit auditorium du Théâtre national, a initié une tradition des salles de représentation pour le théâtre expériemental, ce qui permet peu à peu de permettre de faire place à la création de nouvelles œuvres d'avant-garde. Le théâtre d'été Pyynikki, à Tampere, s'était doté d'une scène tournante dans les années 1960, pour la pièce de Väinö Linna intitulée "Soldat inconnu".
La musique devient également un élément essentiel de l'expression théâtrale.

## Un nouvel environnement théâtral
Les représentations de danse et de théâtre en Finlande se déroulent régulièrement dans les endroits les plus insolites et les plus imaginatifs du pays.
En 2006 la Finlande dénombre  une soixantaine de théâtres institutionnels permanents comme le Théâtre National et le Svenska Teatern I Helsingfors (le Théâtre suédois d'Helsinki) qui comptent, avec d'autres théâtres municipaux qui ont tous été créés début du XXe siècle.
Depuis les années 1990, de nouvelles productions scénographiques et la subsidiation du théâtre par les pouvoirs publics ont permis un nouvel environnement de décors et d'adapter des scènes vers des constructions plus imposantes, la Finlande dispose actuellement d'un équipement performant.